# Vinko Zorman
Vinko Zorman, slovenski narodni delavec, bibliotekar * 14. junij 1891, Ljubljana, † 10. julij 1979, Ljubljana.

## Življenje in delo
Vinko Zorman, brat kulturnega delavca in kritika Ivana Zormana, je po končani klasični gimnaziji v Ljubljani (1902–1910) v Pragi študiral na Tehniški visoki šoli (1910–1915) in opravil letne tečaje za konzularno in diplomatsko službo na Karlovi univerzi (1919/1920, državni izpit 1921). V Ljubljani je zasnoval Manjšinski inštitut in ga vodil od ustanovitve 1925 do razpada Jugoslavije 1941. Zbrano gradivo o narodnostnem vprašanju, knjižnico in zemljevide je med okupacijo shranil v NUK, kjer je dobil delo tudi sam; po osvoboditvi je vse gradivo prešlo v Inštitut za narodnostna vprašanja. Po končani vojni je bil Zorman v službi na Ministrstvu za prosveto LRS, novembra 1945 dodeljen v NUK (bibliotekar, vodja velike čitalnice) in leta 1956 upokojen. Kot praški študent je bil aktiven v narodnem radikalnem gibanju, delal v Klubu slovenskih tehnikov, v upravi lista Omladina in drugega tiska, ki ga je pred 1. svetovno vojno izdajal brat Ivan.